# 登檣礼

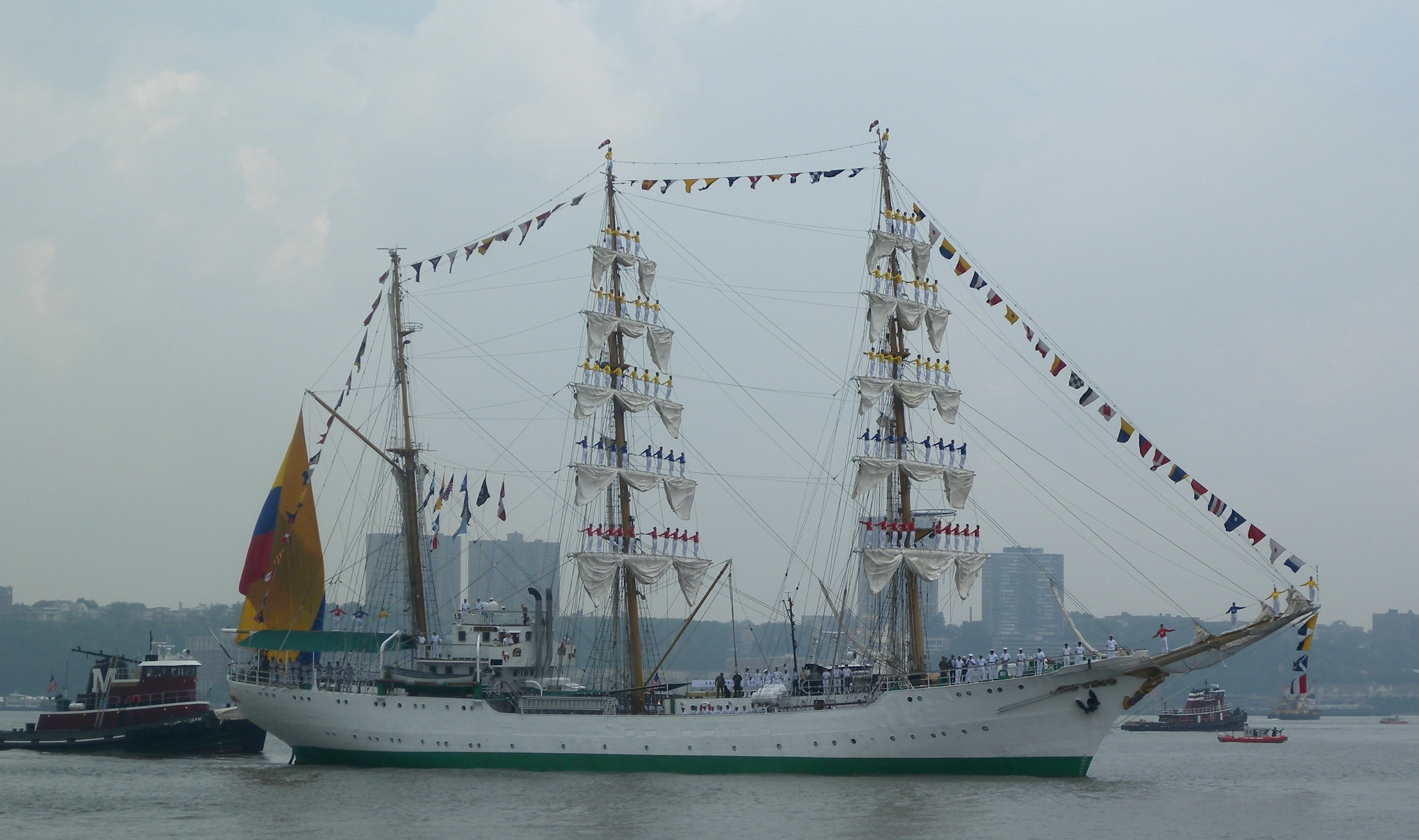
満艦飾で登檣礼をとるコロンビア海軍の練習帆船グロリア

登檣礼（とうしょうれい、英: Manning the yards）とは、帆船の出航時に船員を帆桁（ヤード）などに配置し、見送りに来た来客に対する謝礼を行うもの。帆船における最高の礼式である。
「乗組員を、帆桁という戦闘準備が出来ない位置に配置することで、敵意がないことを証明する」意味を持つ（礼砲も同じ意味である）。
日本国内では現在、独立行政法人航海訓練所が所有する帆船「日本丸」「海王丸 (2代)」が訓練航海の為に出航する際に訓練生による登檣礼が実施される。また大阪市が所有していた帆船「あこがれ」による大阪市消防出初式において登檣礼を見ることができた。

## 登舷礼

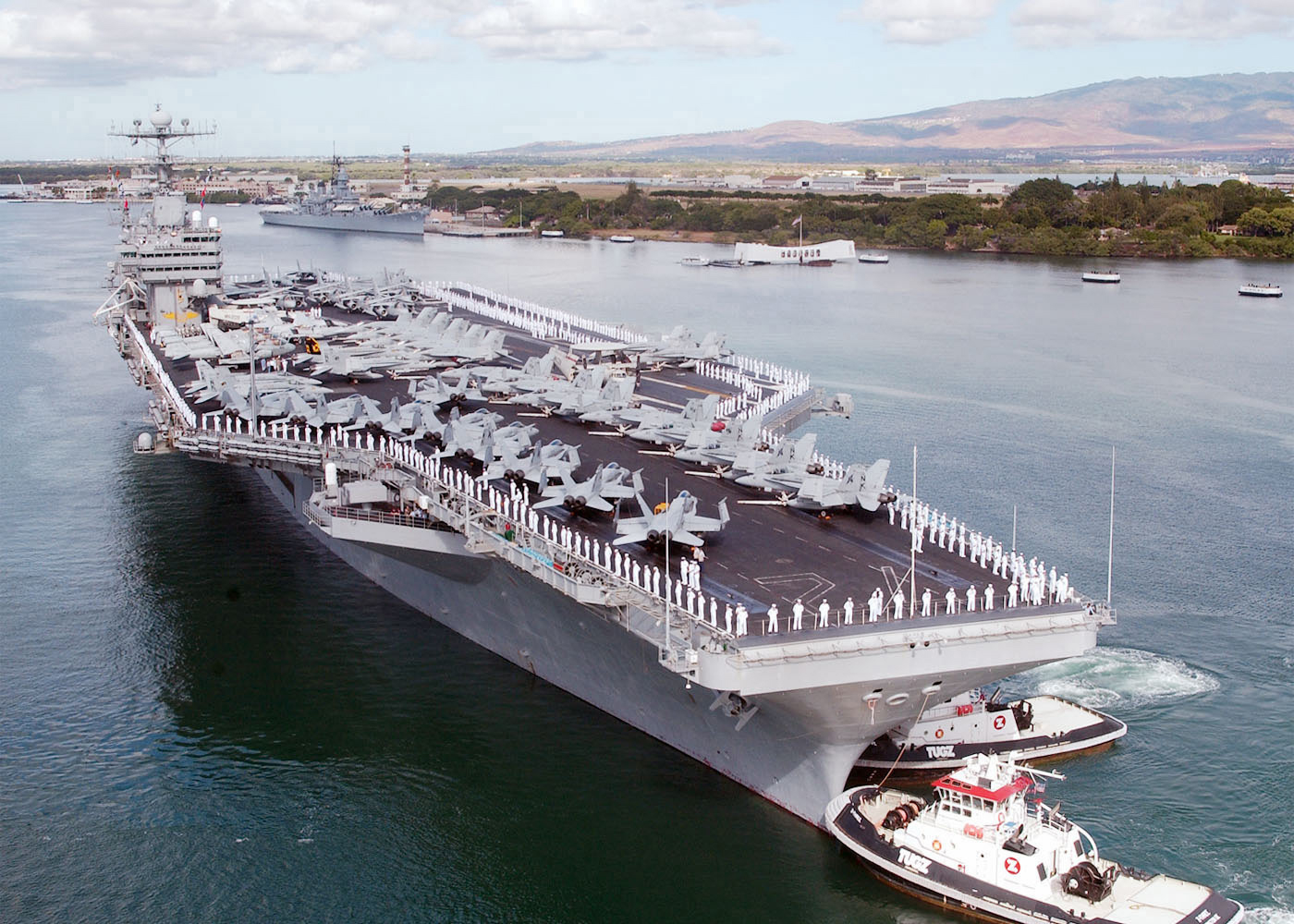
登舷礼にて真珠湾に入港する空母エイブラハム・リンカーン

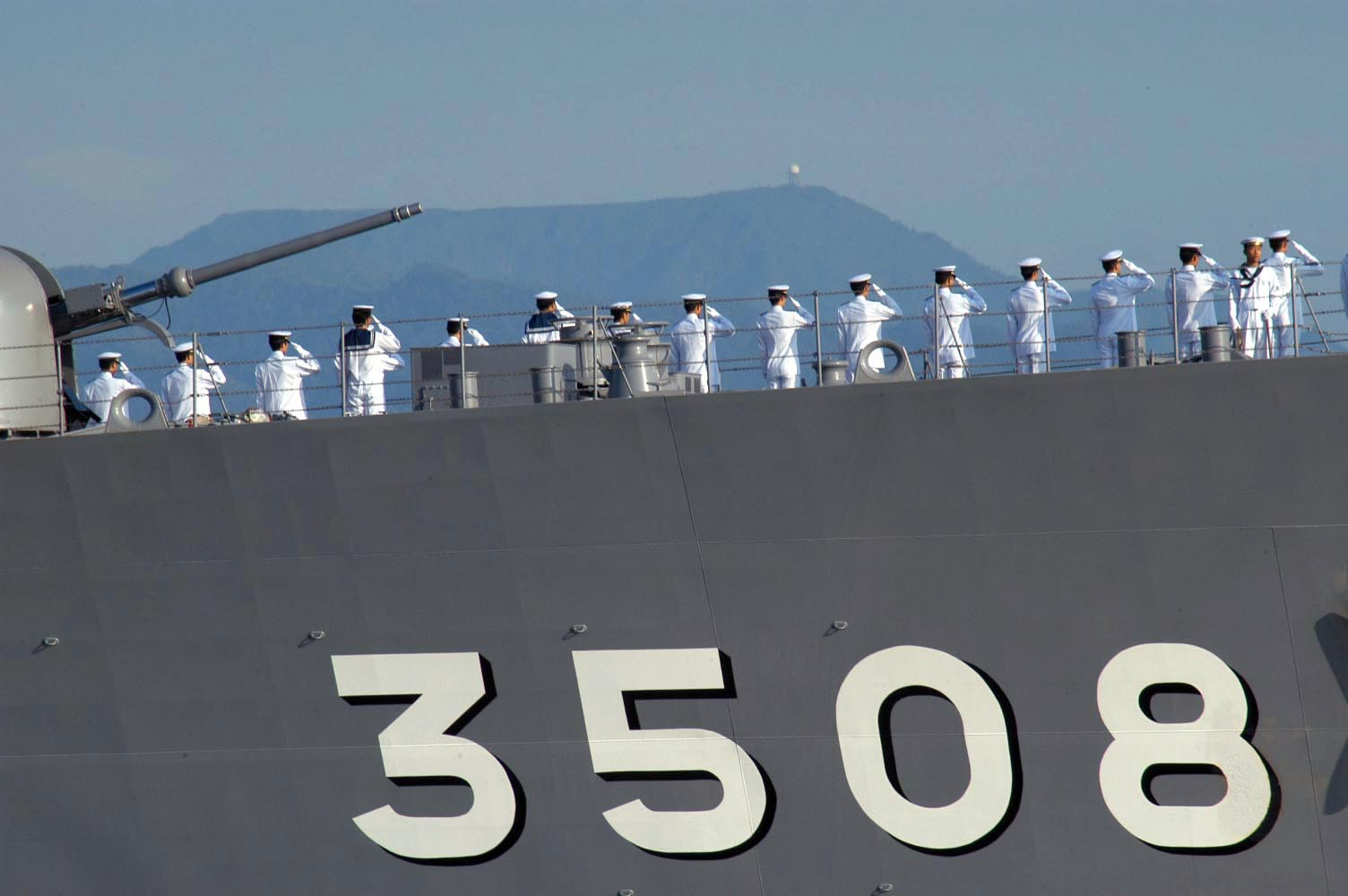
登舷礼にて真珠湾に入港する練習艦かしま

エンジンで動く船舶（帆桁がない）における最高の礼式は「登舷礼（とうげんれい、英: Manning the rail）」である。
手の空いた乗員が甲板上に集合し、直立して港にいる者から見送りを受けるスタイルが多い。軍艦では他国の港へ入港する際、正装した乗員が敬礼を行う。航空母艦では戦闘準備や戦闘を企図しないことの証明という故事に則り、艦載機を飛行甲板上に並べることが多い。
アメリカでは、真珠湾に入港する船舶は軍民問わず登舷礼を行う伝統がある。
海上自衛隊では、正式名称を「登舷の敬礼」といい、天皇旗を掲げている自衛艦その他の船舶及び観艦式における観閲官の乗艦する自衛艦その他防衛大臣の定める自衛艦その他の船舶に対してや、遠洋航海等のため出航する自衛艦とこれを見送る自衛艦の間で行われる。手順は、らっぱ又は号笛をもって「気を付け」を令し、総員が舷側又は上甲板に整列し、幹部自衛官及び准尉は挙手の敬礼を、曹長以下の自衛官は姿勢を正す敬礼を行なう。始期及び終期は、敬礼を受ける自衛艦との最近接点の方位の約45度前から敬礼を始め最近接点の方位の約45度方向に遠ざかるときまで継続するものとし、ただし、距離、速力等によりその時機を適宜変更することができるとされている。また、港からの出港時などには厳密には登舷の敬礼ではないが、登舷の敬礼の合間等に乗員と見送る隊員が互いに帽子を振る『帽振れ』が行われている。
アメリカ海軍の空母では上空からの写真撮影を考慮し、飛行甲板上に人文字を描くなどのパフォーマンスを行う事もある。